# Маккалло, Кимберли
Ки́мберли Энн Макка́лло (англ. Kimberly Anne McCullough; род. 5 марта 1978, Беллфлауэр, Калифорния, США) — американская актриса, телевизионный режиссёр и танцовщица.

## Биография
Она наиболее известна благодаря своей роли Робин Шорпио в дневной мыльной опере «Главный госпиталь», где она снималась на протяжении более двадцати лет. В 1989 и 1996 годах она выиграла Дневную премию «Эмми», а кроме этого получила премии «Молодой актёр» и «Дайджеста мыльных опер» за свою работу в мыльной опере.
Помимо работы в дневных мыльных операх, Маккалло, имела второстепенные роли в прайм-тайм телесериалах «Опять и снова», «Новая Жанна Д’Арк» и «Щит». В 2007—2008 годах она сыграла главную роль в прайм-тайм мыльной опере «Главный госпиталь: Ночная смена», спин-оффе «Главного госпиталя». Она родилась в Беллфлауэре, Калифорния.
В 2015 году Кимберли перенесла выкидыш, будучи на 22-й недели беременности дочерью. 7 июня 2017 года Маккалло родила сына Отиса.

## Избранная фильмография

### Мыльные оперы
- 1998 — Порт Чарльз / Port Charles
- 2001 — Все мои дети / All My Children
- 2007—2008 — / General Hospital: Night Shift
- 1985-97, 1997-99, 2000, 2004, 2005-12, 2012 — Главный госпиталь / General Hospital